# Batalla de Chester
La batalla de Chester (en gal·lès: Brwydr Caer) va succeir en el segle VII a prop de la ciutat de Chester, i va resultar en una important victòria del Anglo Saxons sobre els Britons. Æthelfrith de Northúmbria va aniquilar una força combinada dels regnes gal·lesos de Powys, Rhôs (part del Regne de Gwynedd) i possiblement Mèrcia. Els dirigents gal·lesos Selyf Sarffgadau de Powys, Cadwal Crysban de Rhôs i possiblement el rei Iago de Gwynedd van morir en batalla.
Segons Beda, un gran nombre de monjos que havien anat a presenciar la lluita foren assassinats per ordre d'Æthelfrith al començament de la batalla. El rei anglosaxó va ordenar la massacre dels clergues perquè, tot i que no anaven armats, pregaven per la derrota dels de Northúmbria.